# بيدرو غوال إسكندون
بيدرو غوال إسكندون (بالإسبانية: Pedro José Ramón Gual Escandón) (1783 – 1862 م) هو سياسي، ودبلوماسي، وصحفي، ومحامي من فنزويلا. ولد في كراكاس. تولى منصب Minister of Foreign Affairs of Colombia، ورئيس فنزويلا. توفي في غواياكيل.